# Cosmarium reniforme
Cosmarium reniforme, auch Nieren-Zieralge, ist eine Algenart aus der Gruppe der Zieralgen (Desmidiales).
Die Zellen sind 46 bis 57 Mikrometer lang und 44 bis 54 Mikrometer breit, somit mittelgroß. Die Zellen sind tief eingeschnitten und in Aufsicht von elliptischer Form. Die Halbzellen sind nierenförmig, wovon sich auch das Art-Epitheton ableitet. Die Membran ist mit kleinen Warzen besetzt. An jeder Halbzelle sind am Rand zwischen 30 und 33 dieser Warzen sichtbar. Die Chloroplasten enthalten je zwei Pyrenoide.

## Vorkommen
Cosmarium reniforme ist in Europa, der Arktis und Australien nachgewiesen. Sie kommt im Süßwasser an Seeufern, an den Rändern von Teichen und Tümpeln recht häufig vor. Es findet sich auch im Moos an Quellstandorten.

## Belege
- Heinz Streble, Dieter Krauter: Das Leben im Wassertropfen. Mikroflora und Mikrofauna des Süßwassers. Ein Bestimmungsbuch. 10. Auflage. Kosmos, Stuttgart 2006, ISBN 3-440-10807-4, S. 206.
- Arteintrag auf algaebase